# 패러사이트 싱글
패러사이트 싱글(일본어: パラサイトシングル, 영어: parasite single)은 일본에서 유행한 신조어로서, 경제적 독립을 이뤄내지 못한 주로 20대 중후반, 30대 초반 이후의 독신자, 혹은 잠재적 독신자로서 대부분 일정한 직업이 없거나 일용직, 아르바이트 등에 잠시 종사하며 대부분 부모의 경제력에 의지하여 살고 있는 사람들을 말한다.

## 같이 보기
- 신자유주의
- 88만 원 세대
- 히키코모리
- 비정규직
- 일억총중류
- 노동 빈곤층
- 비자발적 독신
- 저출산
- 자웅선택
- 프리터